# Runddysse von Ulstrup

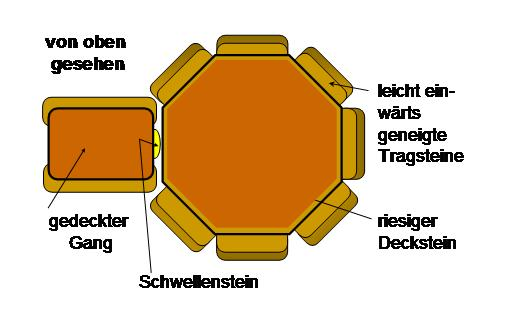
Grundriss eines Polygonaldolmens – Schema von oben

Der Runddysse von Ulstrup liegt nahe der Einmündung des Ulstrupvej in den Skelbyvej, nördlich der Skelby Kirche auf der dänischen Insel Seeland. Die Megalithanlage aus der Jungsteinzeit wurde von der Trichterbecherkultur (TBK) zwischen 3500 und 2800 v. Chr. errichtet.

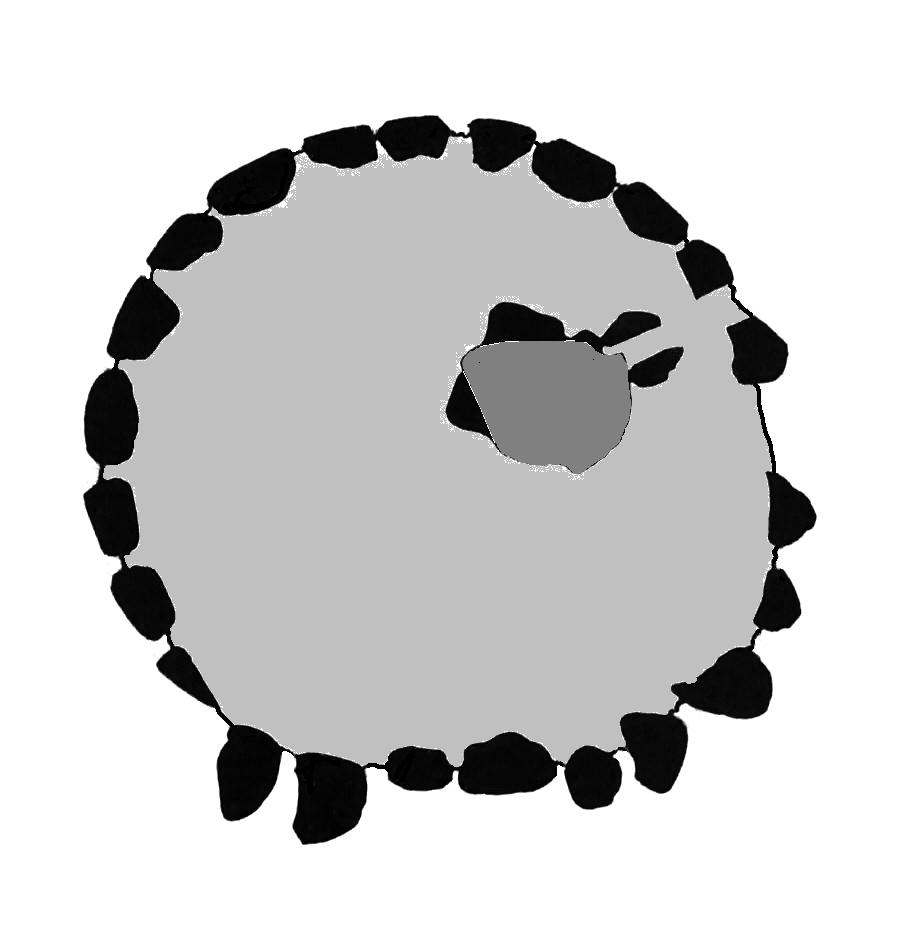
Grundriss eines Runddysse (Runddolmen) von oben gesehen, hier mit außermittiger Kammer

Neolithische Monumente sind Ausdruck der Kultur und Ideologie neolithischer Gesellschaften. Ihre Entstehung und Funktion gelten als Kennzeichen der sozialen Entwicklung.
Der Runddolmen von Ulstrup ist ein Polygonaldolmen. Sein gewaltiger Deckstein ist 2,7 m lang × 2,0 m breit und 0,95 m dick. Um die ihrer Einfassung beraubte Anlage ist eine Fläche von etwa neun mal sieben Meter freigehalten worden von landwirtschaftlichem Anbau, innerhalb der sich auch der Rest des Hügels erhalten hat.